# توماس ك. هارت
توماس ك. هارت (بالإنجليزية: Thomas C. Hart)‏ هو ضابط وسياسي أمريكي، ولد في 12 يونيو 1877 في الولايات المتحدة، وتوفي في 4 يوليو 1971 في نفس البلد. حزبياً، نشط في الحزب الجمهوري. وقد انتخب عضو مجلس الشيوخ الأمريكي.